# Raoul Ier de Roucy
Pour les articles homonymes, voir Raoul Ier.
Raoul, († 1196), de la maison de Montdidier, comte de Roucy de 1180 à 1196, était fils de Guiscard, comte de Roucy, et d'Elisabeth de Mareuil.

## Mariage et enfants
Il épousa Isabeau ou Melisende de Coucy, fille de Raoul Ier, seigneur de Coucy et d'Agnès de Hainaut. De cette union naquit une fille, nonne à Plesnoy, citée en 1181.
Après sa mort, sa veuve se remaria avec Henri III, comte de Grandpré.